# Reserva de la biosfera El Vizcaíno
La Reserva de la biosfera El Vizcaíno es un área natural protegida que se localiza en el norte del estado de Baja California Sur (México), dentro del municipio de Mulegé; sus más de dos millones de hectáreas la ubican como una de las reservas naturales más extensas del mundo. Fue declarada como Reserva de la biosfera por el gobierno mexicano el 30 de noviembre de 1988.
Desde 1993 el Santuario de ballenas de El Vizcaíno y las Pinturas rupestres de la sierra de San Francisco forman parte de los sitios Patrimonio de la Humanidad que se encuentran en México, mientras que la parte costera del Golfo de California fue declarada también patrimonio de la Humanidad en 2007, dentro de la denominación "Islas y áreas protegidas del Golfo de California", que protege 244 sitios entre reservas, parques naturales e islas del Golfo de California.

## Descripción
La Reserva de la Biosfera de El Vizcaíno abarca una superficie de 2 493 091 hectáreas, que se ubican en el noroeste del municipio sudcaliforniano de Mulegé. El límite norte de la reserva está señalado por el paralelo 28º de latitud norte, al oriente, con el golfo de California, al sur, con el paralelo 26º 30' norte, y al poniente con el océano Pacífico. El acceso a la región es posible a través de la Carretera Transpeninsular número 1, que recorre la península de Baja California de norte a sur.
Abarca una gran variedad de ecosistemas, desde uno de los desiertos más áridos del mundo hasta manglares, lagunas, bosques de encino y mezquitales. En la porción que colinda con el océano Pacífico, El Vizcaíno funciona como un santuario para la reproducción de la ballena gris, que año tras año arriba a la región durante la época en que la especie se reproduce para qué la población aumente.

## Flora y fauna
De acuerdo al Sistema Nacional de Información sobre Biodiversidad de la Comisión Nacional para el Conocimiento y Uso de la Biodiversidad (CONABIO) en la Reserva de la Biosfera Vizcaíno habitan más de 3,000 especies de plantas y animales de las cuales 126 se encuentra dentro de alguna categoría de riesgo de la Norma Oficial Mexicana NOM-059  y 103 son exóticas.
El Vizcaíno alberga una importante diversidad faunística y florística, incluidas algunas especies endémicas y otras que se encuentran en peligro de extinción, repartidas entre los múltiples tipos de vegetación de la zona, como son el bosque de encino, los matorrales xerófilos, mezquitales, vegetación de dunas costeras, vegetación hidrófila y manglares.
Entre las especies de flora más representativas del semidesierto se encuentra la Ambrosia camphorata, Erodium cicutarium, arbustos endémicos como el Astragalus prorifer y también el árbol cirio. En el manglar podemos encontrar especies de mediano tamaño como Rhizophora mangle, Laguncularia racemosa y plantas acuáticas como Zostera marina, Phyllospadix scouleri y Ruppia maritima. También destacan algunas palmeras como la palma blanca (Brahea armata), la cual es endémica de la península de Baja California, la washingtonia de California (Washingtonia filifera), que tiene gran aceptación en Europa como planta ornamental, así como la palmera de abanico mexicana (Washingtonia robusta), también endémica, que puede alcanzar alturas de hasta 35 metros. Destacan múltiples especies del género Yucca, teniendo gran importancia la Yucca valida'', también endémica de la península.
Entre las especies de fauna se encuentran especies en peligro de extinción como la ardilla de piedra, especies de rata canguro (tiene gran importancia la Dipodomys peninsularis, que solo puede ser encontrada en esta región), la ballena gris, el león marino de California, y al menos dos subespecies de foca común.
Entre los principales peligros potenciales o amenazas a los que se encuentran expuestos estas especies, está la cacería ilegal, la sobreexplotación de especies, la expansión de la frontera agrícola, la ganadería extensiva, la contaminación, el tráfico ilegal de especies silvestres y la minería.

## Geografía humana
La zona que actualmente ocupa la Reserva de la Biósfera El Vizcaíno fue poblada por lo menos desde hace 10 000 años, por grupos de cazadores recolectores. A la llegada de los españoles, los habitantes eran los llamados cochimíes, un grupo de filiación lingüística yumana. Al sureste de El Vizcaíno, los jesuitas establecieron la Misión de San Ignacio de Kadakaamán, que constituye el núcleo del actual pueblo de San Ignacio (Baja California Sur).
Los más importantes centros de población dentro de la reserva son Santa Rosalía y Guerrero Negro, este último poblado famoso por la extensión de sus salinas que desde hace un siglo y medio han constituido el pilar de la economía de una de las regiones más agrestes del mundo. Otras actividades económicas importantes son la pesca y el turismo. La temporada alta de la afluencia turística en la región es en los meses en que la ballena gris llega desde las aguas del polo norte a las costas de Baja California Sur. Actualmente, según datos del INEGI, en la reserva hay un total de 44 446 habitantes.

## Alrededores
Existen muchos lugares interesantes que también son zonas protegidas y con las cuales se suele confundir a esta zona, entre la más común es con Parque nacional Sierra de San Pedro Mártir, este es un parque nacional en los cuales habitan el borrego cimarrón y el Cóndor de California; y existen oasis, el punto más alto es el Picacho del Diablo, que a la vez es el más alto de Baja California. Al norte de esta reserva, en el sur de Baja California, se encuentra un área de protección de la flora y la fauna de la misma magnitud en tamaño que el Vizcaíno, se trata de El valle de los Cirios, en el cual existe vegetación gigante, con especímenes de más de 20 m de altura; ambas áreas protegidas son colindantes, y juntas superan en tamaño al estado mexicano de Quintana Roo.
Existen lugares como Punta Abreojos, donde la actividad a la que se dedican los habitantes de este lugar es a la pesca. De igual forma está el poblado de Bahía Tortugas, lugar donde exclusivamente se dedican a la pesca de la langosta y el abulón.